# الطوابع البريدية والتاريخ البريدي للجزائر
الجزائر، الواقعة في شمال إفريقيا، تحت السيطرة الفرنسية منذ ثلاثينيات القرن التاسع عشر وحتى الاستقلال في عام 1962.

## التاريخ البريدي

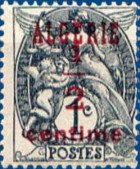
طباع فرنسي مطبوع للاستخدام في الجزائر ، 1924.

تاريخ بداية التاريخ البريدي في الجزائر غير واضح، لكن الرسائل التي أرسلها الأوروبيون في الجزائر تعود إلى عام 1690. كانت وهران خاضعة لسيطرة إسبانيا خلال جزء كبير من القرن الثامن عشر، وعلامة بريدية معروفة منذ عام 1749.
بدأت الخدمة البريدية العادية مع الحكم الفرنسي في الجزائر، في البداية كمركز عسكري أنشئ في عام 1830 في الجزائر العاصمة، والذي تم فتحه بعد ذلك للمدنيين في عام 1835، وبعد ذلك أصبحت قواعد البيانات بأسماء المدن القياسية. توسعت الخدمة لتشمل المناطق الداخلية جنبًا إلى جنب مع السيطرة الفرنسية، حيث تم تشغيل 295 مكتب بريد بحلول عام 1880.
استخدم البريد الجزائري طوابع فرنسا اعتبارًا من 1 يناير 1849. كانت الإلغاءات المبكرة عبارة عن موقد بسيط شبيه بالاستخدام الفرنسي، ولكن بعد عام 1852، تحولت الخدمة إلى مجموعة من النقاط المحيطة برقم يحدد مكتب البريد.

## القرن العشرين

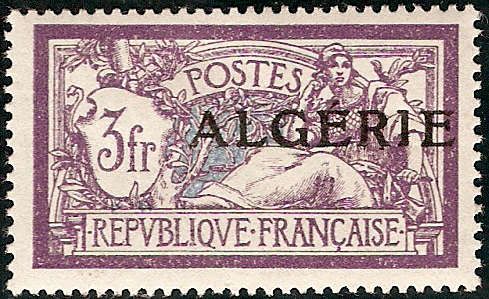
طابع فرنسي من نوع ميرسون مطبوع للاستخدام في الجزائر ، 1924.

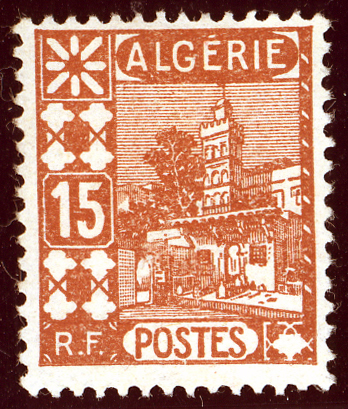
سلسلة نهائية 1926.

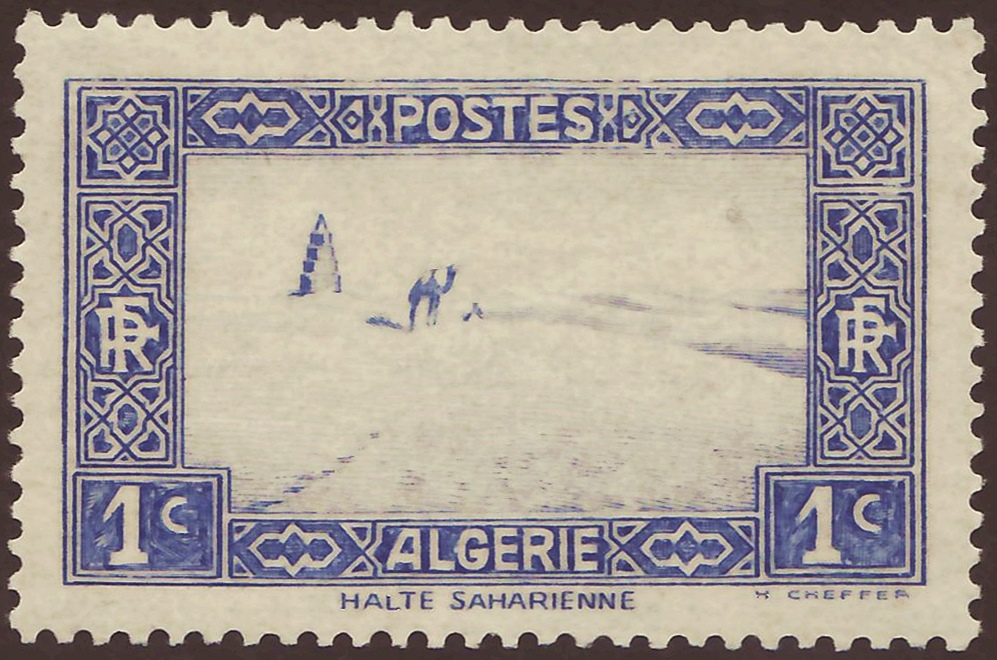
سلسلة نهائية 1936.

ابتداءً من عام 1924، تمت طباعة الطوابع الفرنسية «الجزائر»، حيث بلغ مجموعها 32 نوعًا على مدار الأعوام القليلة القادمة. استبدلت هذه الطوابع في عام 1926 بالأختام الأولى المسجلة للجزائر، وهي سلسلة تتكون من أربعة تصميمات مطبوعة على مشاهد محلية، وتتكون في نهاية المطاف من 35 نوعًا، تتراوح من 1 سنت إلى 20 فرنك.  كان أول طابع تذكاري للجزائر، بقيمة 10 فرنك يصور خليج الجزائر العاصمة، الذكرى المئوية للسيطرة الفرنسية. سلسلة جديدة نهائية في عام 1936 تصور مرة أخرى مشهد محلي، وذلك باستخدام ثمانية تصاميم محفورة لـ31 القيم.
في عام 1942، ظهرت مجموعة مطبوعة بالألوان على أذرع المدن الجزائرية، وتم إصدارها مع وبدون اسم حفارة في الهامش الأيسر السفلي. بعد تحرير فرنسا، 
صدرت طوابع بريدية تصور ماريان والديك الغالي، في تصميمات مماثلة للطوابع الفرنسية؛ بالإضافة إلى ذلك، تم إحياء الطباعة الفوقية «الجزائر» القديمة وتطبيقها على الطوابع الفرنسية حتى عام 1947.
في عام 1947، تضمنت مجموعة جديدة من 16 مؤلفًا أيضًا معاطف مدينة من الأسلحة، وظلت قيد الاستخدام طوال الخمسينيات، إلى جانب حفنة من التذكارات. عادت الجزائر إلى استخدام الطوابع الفرنسية بين عامي 1958 و 1962.

## الاستقلال
بدأت الجزائر المستقلة برنامج الطوابع الخاص بها في 2 يوليو 1962، حيث تمت طباعة المطبوعات المحلية "EA" على مخزون الطوابع الفرنسية. هذه المطبوعات موجودة في مجموعة واسعة من الألوان والمحارف. استمرت هذه الاستخدامات حتى 31 أكتوبر 1962، وتم استبدالها في اليوم التالي بمجموعة من خمسة تصميمات تعرض مشاهد محلية، وأدرجت عبارة «الجمهورية الجزائرية» باللغتين الفرنسية والعربية (أول ظهور للعربية على الطوابع الجزائرية).
تشمل السلسلة النهائية للجزائر منذ الاستقلال مجموعة تظهر المهن في عام 1964، وتصوير لعبد القادر الجزائري في عام 1967، وقضايا متعددة تُظهر وجهات النظر المحلية ابتداءً من عام 1982.

## القرطاسية البريدية
طُبعت أيضًا مغلفات القرطاسية البريدية الفرنسية ومغلفات الصحف وبطاقات الرسائل والبطاقات البريدية الجزائرية وأُصدرت في عام 1924. وتلت هذه الكتب القرطاسية البريدية المطبوعة للجزائر في عام 1927. وأوقفت المغلفات ومغلفات الصحف وبطاقات البريد في أوائل عقد الأربعينيات.
عندما أصبحت الجزائر جمهورية مستقلة في عام 1962، كان البند الوحيد من القرطاسية البريدية الذي صدر هو البطاقة البريدية.